# Maurice Houtart
Pour les articles homonymes, voir Houtart.
Le baron Maurice Houtart, né le 5 juillet 1866 à Tournai (Hainaut) et mort le 1er février 1939 à Etterbeek (Bruxelles-Capitale), est un banquier et homme politique belge, membre du Parti catholique. Il a occupé les fonctions de ministre des Colonies et des Finances.

## Biographie
Maurice Jules Marie Emmanuel Éleuthère Houtart, né le 5 juillet 1866 à Tournai, est le fils du banquier Marie Édouard Emmanuel Jules, baron Houtart (1844-1928) et de Marie-Eugénie de le Vingne (1842-1923). Il se marie le 11 juillet 1897 avec Marcelle Jooris, fille d'Emile Jooris (nl) et de  Gabrielle Vermylen (petite-fille de Jean Joseph Vermylen-Neeffs). Il descend d'un gentilhomme verrier qui sous Marie-Thérèse d'Autriche, a fondé une importante manufacture dans le Tournaisis.
Il fait ses études secondaires chez les Jésuites au Collège Notre-Dame de Tournai puis de brillantes études universitaires à l'Université catholique de Louvain dont il obtient en 1888 le diplôme de docteur en droit.
Il commence sa carrière politique comme conseiller provincial du Hainaut en 1894 et le reste jusqu'en 1904. De 1908 à 1916, il est conseiller communal puis échevin aux Finances de la ville de Tournai.
Après la Première Guerre mondiale, il est élu député de l'arrondissement de Tournai-Ath à la Chambre des représentants. Il représente également la Belgique à la conférence de La Haye.
Après la Première Guerre mondiale en novembre 1918, il est élu député de l'arrondissement de Tournai-Ath à la Chambre des représentants. En 1925, il passe de la chambre au sénat. Il occupe le siège à la haute assemblée jusqu'en 1936.
Il est nommé en mai 1926 ministre des Finances, poste qu'il occupe dans plusieurs gouvernements successifs : Jaspar I, Jaspar II et Renkin de mai 1926 à octobre 1932. Comme ministre des Finances, il s'attache à la stabilisation du franc belge par le biais d'un plan drastique d'assainissement monétaire et budgétaire. En accord avec Émile Francqui, ministre sans portefeuille, il réduit le train de vie de l'État et accroît les taxes. La convertibilité du franc belge avec l'or est également rétablie. Il est accessoirement ministre des Colonies dans le gouvernement Jaspar I en 1926.
En 1930, il prend la succession de Maurice Despret à la tête de la Banque de Bruxelles. Il était aussi administrateur de la Société de Bruxelles pour la Finance et l'Industrie (Brufina).
Il était connu comme un excellent orateur faisant preuve de tact et d'esprit. Il était partisan de la prudence en matière financière.
Dans le privé, il était président de la Société historique de Tournai et possédait une grande érudition historique.
À la suite de son décès le 1er février 1939 à Etterbeek, ses funérailles sont célébrées à l'église Saint-Jacques de Tournai avec les honneurs militaires et il est inhumé au cimetière de Tournai.

## Œuvres
- Les Tournaisiens et le roi de Bourges, Annales de la Société historique et archéologique de Tournai (1908) ;
- Roger de la Pasture, Revue tournaisienne, mars 1911 ;
- Jeanne d'Arc dans l'histoire de Tournai (septembre 1920) ;
- Tournai et Jeanne d'Arc (vers 1930).

## Hommages et distinctions
Le roi Albert Ier le nomme ministre d'État en février 1932 ;
Les distinctions suivantes lui ont été décernées :
- Grand-croix de l'ordre de la Couronne en 1932 (Belgique) ;
- Commandeur de l'ordre de Léopold (Belgique) ;
- Grand-croix de l'Ordre de Pie IX en 1934 (Vatican) ;
- Grand-croix de l'ordre des Trois Étoiles (Lettonie) ;
- Commandeur de la Légion d'honneur (France).